# Lista över vulkaner i Brasilien
Detta är en lista över vulkaner i Brasilien.
| Namn     | Höjd (m ö.h.) | Koordinater                               | Senaste utbrott |
| -------- | ------------- | ----------------------------------------- | --------------- |
| Trindade | 600           | 20°30′50″S 29°19′52″V / 20.514°S 29.331°V | Holocen         |